# Sowjetischer Eishockeypokal 1954
Die Saison 1954 war die vierte Austragung des sowjetischen Eishockeypokals. Pokalsieger wurde zum ersten Mal der ZDSA Moskau. Bester Torschütze des Turniers war Nikolai Chlistow von Krylja Sowetow Moskau mit neun Toren.

## Teilnehmer
| Teams der Klass A: | Teams der Klass B:                                                                           | Weitere Teams: |
| --- | -------------------------------------------------------------------------------------------- | --- |
| - KKM Elektrostal - Dynamo Leningrad - ODO Leningrad - Dynamo Moskau - Krylja Sowetow Moskau - ZDSA Moskau - Daugava Riga - Dynamo Swerdlowsk - Awangard Tscheljabinsk | - Torpedo Gorki - Medik Leningrad - Dynamo Nowosibirsk - Spartak Swerdlowsk - Dynamo Tallinn | - Gorod Kiew - Awangard Leningrad - Medik Minsk - Lokomotive Moskau - SK Swerdlowa Molotow - SK Stalina Molotow - ODO Riga - Tallinna Kalev - Spartak Vilnius - Chimik Woskressensk |

## Ergebnisse

### Erste Runde
| Lokomotive Moskau   | 7:4  | SK Stalina Molotow |
| Chimik Woskressensk | 3:9  | KKM Elektrostal    |
| Gorod Kiew          | 0:2  | Torpedo Gorki      |
| Medik Leningrad     | 8:3  | Medik Minsk        |
| ODO Riga            | 4:11 | Daugava Riga       |

### Zweite Runde
| Awangard Tscheljabinsk | 4:3  | Dynamo Nowosibirsk |
| Dynamo Swerdlowsk      | 6:4  | Spartak Swerdlowsk |
| Awangard Leningrad     | 3:1  | Dynamo Tallinn     |
| SK Swerdlowa Molotow   | 1:4  | Lokomotive Moskau  |
| KKM Elektrostal        | 8:5  | Torpedo Gorki      |
| Medik Leningrad        | 4:11 | Daugava Riga       |
| Tallinna Kalev         | 11:3 | Spartak Vilnius    |

### Dritte Runde
| Awangard Tscheljabinsk | 7:2  | Dynamo Swerdlowsk  |
| Dynamo Leningrad       | 10:0 | Awangard Leningrad |
| KKM Elektrostal        | 5:3  | Lokomotive Moskau  |
| Daugava Riga           | 30:2 | Kalev Tallinn      |

### Viertelfinale
| Awangard Tscheljabinsk | 1:6 | Krylja Sowetow Moskau |
| Dynamo Leningrad       | 3:4 | ODO Leningrad         |
| KKM Elektrostal        | 2:4 | Dynamo Moskau         |
| Daugava Riga           | 2:5 | ZDSA Moskau           |

### Halbfinale
| Krylja Sowetow Moskau | 6:0 | ODO Leningrad |
| Dynamo Moskau         | 1:5 | ZDSA Moskau   |

### Finale
| 21. März 1954 | ZDSA Moskau                                                | 4:3 n.V. annulliert | Krylja Sowetow Moskau                                   | Moskau |
| 22. März 1954 | ZDSA Moskau Dimitri Ukolow Iwan Tregubow Nikolai Sologubow | 3:2                 | Krylja Sowetow Moskau Nikolai Chlystow Alexei Guryschew | Moskau |

## Pokalsieger
| Pokalsieger ZDSA Moskau | Torhüter: Grigori Mkrtytschan, Nikolai Putschkow Verteidiger: Pawel Schiburtowitsch, Genrich Sidorenkow, Nikolai Sologubow, Iwan Tregubow, Dmitri Ukolow Angreifer: Jewgeni Babitsch, Juri Baulin, Wsewolod Bobrow, Wladimir Brunow, Alexander Komarow, Juri Kopylow, Wladimir Nowoschilow, Juri Pantjuchow, Alexander Tscherepanow, Wiktor Schuwalow Cheftrainer: Anatoli Tarassow |